# Lubomír Pokluda
Lubomír Pokluda (ur. 17 marca 1958 w Frydku-Mistku) – czeski piłkarz występujący na pozycji pomocnika. Reprezentant Czechosłowacji.

## Kariera klubowa
Pokluda karierę rozpoczynał w 1976 roku zespole Sklo Union Teplice, gdzie spędził trzy lata. Następnie 5,5 roku grał w RH Cheb, a na początku 1985 roku został zawodnikiem Sparty Praga. W sezonie 1984/1985 zdobył z nią mistrzostwo Czechosłowacji. W trakcie sezonu 1985/1986 odszedł do Interu Bratysława, z którym w tym samym sezonie spadł z pierwszej ligi do drugiej. W kolejnym awansował jednak z powrotem do pierwszej. W 1988 roku przeszedł do belgijskiego Lierse SK, gdzie rok później zakończył karierę.

## Kariera reprezentacyjna
W reprezentacji Czechosłowacji Pokluda zadebiutował 15 października 1980 w przegranym 0:1 towarzyskim meczu z Argentyną. W tym samym roku zdobył złoty medal na Letnich Igrzyskach Olimpijskich. W latach 1980–1982 w drużynie narodowej rozegrał 4 spotkania.